# Hobart (Schiff, 1965)
Die Hobart, auch HMAS Hobart, (Kennung: D 39) war ein Lenkwaffenzerstörer der Perth-Klasse der Royal Australian Navy, und das zweite Schiff dieses Namens nach der Hobart, einem Leichten Kreuzer der Leander-Klasse von 1934. Beide Einheiten wurden nach der australischen Großstadt Hobart, der Hauptstadt des australischen Bundesstaats Tasmanien, benannt.

## Geschichte
Die Hobart wurde bei Defoe Shipbuilding Company in Bay City, Michigan, gebaut. Dort fand 1962 die Kiellegung statt. Weniger als 15 Monate später lief das Schiff vom Stapel und wurde Ende 1965 in Dienst gestellt.
Die Hobart fuhr drei Sechs-Monats-Einsätze im Vietnamkrieg. Am 17. Juni 1968 operierte die Hobart dabei zusammen mit der Boston in vietnamesischen Gewässern, als das Schiff von drei Raketen getroffen wurde, von denen allerdings nur zwei explodierten. Es stellte sich heraus, dass ein Fall von Eigenbeschuss vorlag: Die Raketen, AIM-7 Sparrows, wurden von Flugzeugen der United States Air Force abgefeuert. Bei dem Angriff kamen zwei Besatzungsmitglieder um. Für die erste Tour im Vietnamkrieg, die 1967 stattfand, wurde dem Schiff die Navy Unit Commendation zugesprochen.
Am 12. Mai 2000 wurde die Hobart außer Dienst gestellt und am 5. November 2002 als Tauchwrack versenkt.